# جون س. ميتشيل
جون س. ميتشيل (بالإنجليزية: John C. Mitchell)‏ هو عالم حاسوب ومهندس أمريكي، ولد في القرن العشرين.